# Alfredo Sánchez Benito
Alfredo Sánchez Benito (Madrid, 6 de desembre de 1972) és un exfutbolista que va destacar en les files del CD Leganés i CA Osasuna entre d'altres clubs. Es va retirar del futbol com a jugador el 2008. Posteriorment ha fet d'entrenador de futbol.

## Carrera
Alfredo va començar a jugar futbol en equips menors de Madrid fins que va donar el salt a un equip professional el 1993, quan recala en el CD Leganés. En el seu primer any va començar en el filial. No obstant això, aquell mateix any els seus entrenadors es fixen en ell i comença a ser convocat per a partits del primer equip, amb el qual arribaria a jugar 12 partits en la seva temporada de debut. A partir d'aquí va començar una carrera en progressió en la qual va aconseguir convertir-se en un dels jugadors clau de l'equip pepiner.
El 1998 Alfredo es marxa al CA Osasuna. Després de ser un dels jugadors clau en l'ascens de l'equip pamplonés a Primera Divisió, es va mantenir en la plantilla com un dels jugadors importants del conjunt. Allí va romandre 6 temporades, fins que el 2004 va ser traspassat pel club a l'Elx CF.
El 2007 abandona Elx per a recalar en les files del Benidorm CD on coincideix amb el seu anterior entrenador a Elx, Luis García Plaza, i va esdevenir un dels referents que va dur al club a disputar playoffs per l'ascens, encara que finalment no ho va assolir. En total, ha sumat més de 400 partits entre Primera i Segona Divisió.
Alfredo Sánchez es va retirar del futbol com a jugador l'any 2008, tornant al CA Osasuna per a exercir les labors d'ajudant tècnic i tercer entrenador, juntament amb Ziganda i Andoni Goixoetxea, i posteriorment al costat de José Antonio Camacho.